# Pássaros Noturnos do Abaeté
Pássaros Noturnos do Abaeté é um livro de 1983 da escritora brasileira Zélia Gattai (1916 - 2008).
O livro é ilustrado com cinco xilogravuras de autoria de José Júlio de Calasans Neto (1932 – 2006)